# 波德戈里察車站
波德戈里察車站（羅馬化：Željeznička stanica Podgorica）是黑山首都波德戈里察的主要火車站，啟用於1927年，現在的車站是二戰後重建。
它是波德戈里察唯一的火車站，也是黑山鐵路的樞紐。